# GJ 357
GJ 357 (también denominada Gliese 357) es una enana roja de  tipo M. Localizada a 31 años luz del sistema solar, la estrella tiene tres exoplanetas en su órbita, uno de los cuales, GJ 357 d, está considerado como una supertierra dentro de la zona de habitabilidad. Forma parte de la constelación de Hidra.